# Rey Arturo (Purcell)
El rey Arturo (título original en inglés, King Arthur, or The British Worthy, Z. 628) es una semiópera en cinco actos con música de Henry Purcell y libreto en inglés del compositor y del poeta John Dryden. Se estrenó a finales de mayo o principios de junio de 1691 en el Queen's Theatre, Dorset Garden de Londres.
Es una semiópera o "dramatick opera": los personajes principales no cantan, salvo si son sobrenaturales, pastorales o, en el caso de Comus y la popular Your hay it is mow'd - borracho. Los protagonistas son actores, pues gran parte de la obra consiste en texto hablado. Esto era normal en la ópera inglesa del siglo XVII. 

## Historia
Dryden posiblemente escribió el libreto original de Rey Arturo en 1684 para marcar el 25.º aniversario de la Restauración del rey Carlos II al año siguiente. Pero Carlos II murió en febrero de 1685. En 1690, el empresario teatral Thomas Betterton decidió arriesgarse a una obra operística y convenció a Dryden para que revisara el libreto de Rey Arturo de manera que Purcell pudiera musicalizarla. 
La fecha exacta del estreno se desconoce, pero fue anunciado en The London Gazette del 4 al 8 de junio de 1691, sugiriendo una reciente representación. Peter Holman cree que se interpretó en mayo. La producción no fue tan espectacular como Dioclesian o la posterior The Fairy Queen pero demostró ser la más exitosa desde el punto de vista financiero para el teatro. El propio Betterton asumió el rol de Rey Arturo, a pesar de estar en la cincuentena.
El rey Arturo es una ópera que se representa poco; en las estadísticas de Operabase aparece la n.º 188 de las óperas representadas en 2005-2010, siendo la 20.ª en el Reino Unido y la tercera de Purcell, con 16 representaciones en el período.

## Personajes
| Personaje                                             | Tesitura                      | Reparto del estreno, mayo/¿junio? 1691 |
| ----------------------------------------------------- | ----------------------------- | -------------------------------------- |
| Rey Arturo                                            | papel hablado                 | Thomas Betterton                       |
| Oswald, rey de Kent, un sajón pagano                  | papel hablado                 | Joseph Williams                        |
| Conon, duque de Cornualles, tributario del rey Arturo | papel hablado                 | John Hodgson                           |
| Merlin, un famoso mago                                | papel hablado                 | Edward Kynaston                        |
| Osmond, un mago sajón, pagano                         | papel hablado                 | Samuel Sandford                        |
| Aurelius, amigo de Arturo                             | papel hablado                 | John Verbruggen ("Alexander")          |
| Albanact, capitán de la guardia de Arturo             | papel hablado                 | William Bowen                          |
| Guillamar, amigo de Oswald                            | papel hablado                 | Joseph Harris                          |
| Emmeline, hija de Conon                               | papel hablado                 | Anne Bracegirdle                       |
| Matilda, su ayudante                                  | papel hablado                 | Mrs. Richardson                        |
| Philidel, un espíritu aéreo/Cupido                    | soprano                       | Charlotte Butler                       |
| Grimbald, un espíritu terrenal                        | bajo o barítono?              | John Bowman                            |
| Sacerdotes sajones                                    | bajo (o barítono) y tenor     | uno interpretado por John Bowman       |
| Dos valkirias                                         | soprano y alto                |                                        |
| Guerrero británico                                    | tenor                         |                                        |
| Pastores y pastoras                                   | tenor, dos sopranos/coro SATB |                                        |
| Genio helado                                          | bajo / castrato               |                                        |
| Dos sirenas                                           | sopranos                      |                                        |
| Tres ninfas                                           | sopranos                      |                                        |
| Eolo                                                  | bajo                          |                                        |
| Nereida                                               | soprano                       |                                        |
| Pan                                                   | bajo                          |                                        |
| Venus                                                 | soprano                       |                                        |
| Él (en la canción del señor Howe)                     | bajo                          |                                        |
| Ella (en la canción del señor Howe)                   | soprano                       |                                        |
| Comus                                                 | bajo                          |                                        |
| Honor                                                 | soprano                       |                                        |

## Argumento

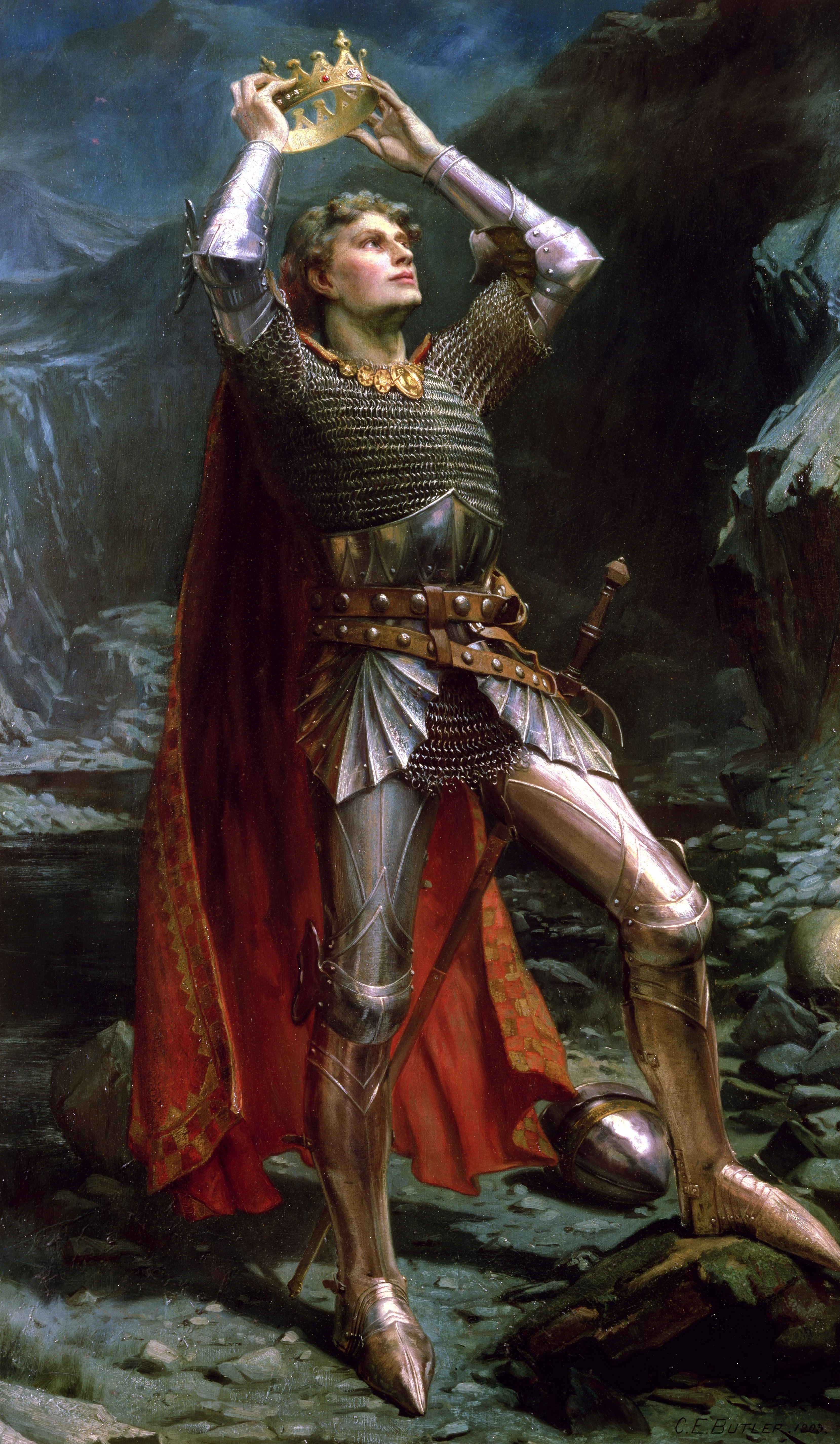
El rey Arturo por Charles Ernest Butler.

La trama se basa en las batallas entre los britones del rey Arturo y los sajones, más que en las leyendas de Camelot (aunque Merlín hace una aparición). Es una típica obra espectacular de la Restauración, en la que se incluían personajes sobrenaturales como Cupido y Venus más referencias a los dioses germánicos de los sajones, Woden, Thor, y Freya. El cuento se centra en los esfuerzos de Arturo por recuperar a su prometida, la princesa ciega de Cornualles Emmeline, que ha sido secuestrada por su archienemigo, el rey sajón Oswaldo de Kent.
(Los números musicales están marcados en negrita)

### Acto I
Escena 1
- 1. Obertura
- 2. Aria
- 3. Obertura

Los britones se preparan para la batalla en la que se decidirá quién gobernará su tierra: el cristiano Arturo o el pagano sajón Oswald. Los augurios son buenos: es el día de San Jorge y los britones han derrotado ya a los sajones en diez batallas. Conon, duque de Cornualles, explica los orígenes de la guerra. Oswald ha buscado la mano de su hija, la ciega Emmeline, en matrimonio pero ella lo rechaza debido a que está enamorada de Arturo. Arturo entra leyendo una carta de apoyo de su mago Merlín. Se encuentra con Emmeline e intenta explicarle lo que significa ver. Una trompeta llama a Arturo a la batalla.
Escena 2: "La escena representa un lugar de culto pagano; los tres dioses sajones, Woden, Thor y Freya están colocados sobre pedestales. Un altar.
Oswald y su mago Osmond sacrifican caballos y rezan a los dioses sajones por la victoria en la batalla que se aproxima. El sirviente de Osmond, el espíritu Grimbald, llega y dice que ha convencido a seis sajones de que se ofrezcan como sacrificio humano. También admite que ha perdido el control del otro espíritu, Philidel, "un quejumbroso espíritu" que "suspira cuando debe hundir un alma en azufre,/como si sintiera la compasión de un hombre tonto." Philidel se supone que tenía que haber alzado los vapores en la marisma soplándolos después a la cara de los soldados cristianos pero cuando él vio las cruces en sus estandartes, rechazó llevar a cabo su tarea. Osmond dice que castigará a Philidel más tarde.
La escena del sacrificio:
- 4. "Woden, first to thee" (tenor, abjo y coro)
- 5. "The white horse neigh'd aloud" (Tenor y alto)
- 6. "The lot is cast, and Tanfan pleas'd" (Soprano)
- 7. "Brave souls, to be renown'd in story" (Coro)
- 8. "I call you all to Woden's hall" (Alto y coro)

Escena 3: "Una batalla supuestamente ocurrida detrás de las escenas, con tambores, trompetas y gritos militares y excursiones."
Los britones cantan una canción de triunfo mientras los sajones huyen de la batalla:
- 9. "Come if you dare" (Sinfonía seguida por tenor y coro)

### Acto II
Escena 1
El compasivo Philidel se apiada de aquellos soldados que han perdido sus vidas en la batalla. Merlín llega en su carro y ordena a Philidel decirle quien es él. Philidel explica que él es un espíritu del aire y uno de los ángeles caídos, pero se ha arrepentido. Abandona a Osmond y se une a Merlín. Philidel le dice a Merlín que Grimbald está planeando engañar a los britones llevándolos hasta que se hundan en los ríos o caigan de los acantilados. Merlín deja a Philidel su banda de espíritus para que salven a los britones de la trampa. Grimbald llega disfrazado de un pastor guiando a Arturo y sus hombres. Philidel y sus espíritus y Grimald y sus espíritus compiten por obtener la confianza de Arturo:
- 10. "Hither this way" (Coro)
- 11. "Let not a moonborn elf deceive thee" (Grimbald)
- 12. "Hither this way" (Coro)
- 13. "Come follow me" (Philidel y espíritus)

Grimbald admite la derrota, jura vengarse de Philidel y desaparece. 
Escena 2: Un pabellón
Emmeline y su doncella Matilda esperan noticias de la batalla. Para pasar el tiempo, un "grupo de muchachos y muchachas de Kent" los entretienen con canciones y bailes:
- 14. "How blest are the shepherds, how happy their lasses" (Pastor y coro)
- 15. "Shepherd, shepherd, leave decoying" (Dos pastoras)
- 16a. Chirimía
- 16b. "Come, shepherds, lead up a lively measure" (Coro de pastores)

Oswald y su camarada Guillamar se marchan del campo de batalla, dan con el pabellón y raptan a Emmeline y Matilda.
Escena 3
Un grupo de britones continúa la batalla.
Escena 4
Arturo parlamenta con Oswald y le ruega que devuelva a Emmeline, ofreciéndole tierra desde el río Medway al Severn, pero Oswald rechaza entregarla.
- 17. Tonada del segundo acto: Aria

### Acto III
Escena 1
Arturo y sus hombres atacan al castillo de Oswald pero la magia de Osmond los derrota. Osmond ha conjurado un "bosque mágico" que impide el acceso al castillo. Merlín promete ayudar a Arturo a alcanzar a Emmeline y restaurar su visión con una poción en un vial.
Escena 2: Un denso bosque
Grimbald coge a Philidel mientras este rastrea por el bosque encantado en busca de Merlín. Philidel pretende someterse, pero en secreto hace un conjuro sobre Grimbald que lo deja incapaz de moverse. Merlín le pide a Philidel que guíe a Arturo a través del bosque y le entrega el vial, que el espíritu utiliza para librar a Emmeline de su ceguera. Emmeline queda sorprendida por el nuevo mundo ante sus ojos. Los encantamientos de Merlín también permiten a Arturo y Emmeline encontrarse durante un breve momento, pero Emmeline no será feliz hasta que el bosque encantado quede destruido. Osmond entra, intentando seducir a Emmeline para él mismo, habiendo drogado a su maestro Oswald. 
Osmond intenta ganarse a Emmeline mostrándole una masque representada por espíritus. Conjura una visión de "Yzeland" y "el lejano Thule". 
- La escena de la helada
- 18. Preludio
- 19. "What ho! thou genius of this isle" (Cupido despierta al "Genio del Frío", que es el espíritu del Invierno).
- 20. "What Power art thou, who from below..." (El Genio del Frío renuentemente despierta de su sueño)
- 21. "Thou doting fool" (Cupido)
- 22. "Great Love, I know thee now" (El Genio del Frío reconoce el poder del amor)
- 23. "No part of my dominion shall be waste" (Cupido)
- 24. Preludio
- 25. "See, see, we assemble" (Coro y danza del Pueblo de Frío)
- 26. "'Tis I that have warm'd ye" (Cupido, seguido por ritornello y coro de la Gente del Frío: "'Tis Love that has warm'd us")
- 27. "Sound a parley" (Cupido y Genio del Frío, seguido por ritornello y coro)

La masque fracasa en convencer a Emmeline y Osmond recurre a la fuerza pero los gritos del cautivo Grimbald lo interrumpe. Osmond va a liberarlo, prometiendo a Emmeline que volverá.
- 28. Tonada del tercer acto: chirimía

### Acto IV
Escena 1
El liberado Grimbald advierte a Osmond que Arturo se está acercando al bosque encantado, donde Merlín ha deshecho sus conjuros. Osmond decide reemplazar los amenazadores conjuros con los seductores. 
Escena 2: Escena del bosque continúa
Merlín deja a Arturo a la entrada del bosque con el espíritu Philidel como su guía. Philidel tiene una varita que prohibirá todo engaño mágico. Arturo oye música seductora de dos sirenas que se bañan en una corriente.
- 29. "Two Daughters of this Aged Stream are we"

Aunque tentado, Arturo se da cuenta de que es una ilusión y supera la tentación. Luego, "ninfas y silvanos" emergen de los árboles cantando y bailando. 
- 30. Passacaglia: "How happy the lover"

De nuevo, Arturo los rechaza y empieza la tarea de destruir el bosque. Cuando tala un árbol con su espada, surge sangre y la voz de Emmeline llora dolorida. Convence a Arturo que es Emmeline, a la que Osmond ha transformado en árbol y Arturo está justo a punto de abrazar al árbol cuando Philidel revela que es realmente un truco de Grimbald. Philidel captura a Grimbald y Arturo corta el árbol, deshaciendo el encantamiento del bosque y liberando el camino al castillo de Oswald. Philidel arrastra a Grimbald en cadenas.
- 31. Tonada del Acto IV: Aria

### Acto V
Escena 1
Ahora su magia ha sido destruida, Osmond está aterrorizado por Arturo que se acerca. Decide que deben convencer a Oswald de que luche por él.
Escena 2
- 32. Tonada de trompeta

Arturo y los britones están preparándose para entrar en el castillo cuando Oswald sale y desafía a su rival a combate singular por la mano de Emmeline y la corona. Luchan y Arturo desarma a Oswald. Arturo le perdona la vida pero le dice a Oswald que él y sus sajones deben regresar a Alemania porque los britones "no toleraban ningún poder extranjero/ Que los gobiernen en una tierra, Consagrado a la libertad." Osmond es arrojado a una mazmorra con Grimbald. Arturo se reúne con Emmeline y la obra termina con una masque de celebración.
La masque final:
Merlín conjura una visión del océano alrededor de Gran Bretaña. Los cuatro vientos crean una tormenta que es calmada por Eolo:
- 33. "Ye Blust'ring Brethren of the Skies" (Eolo)

permitiendo a Britannia que se alce de las olas sobre una isla con pescadores a sus pies. 
- 34. Sinfonía (La danza de los pescadores)
- 35. "Round thy Coasts, Fair Nymph of Britain" (Dúo para Pan y una nereida)
- 36. "For Folded Flocks, on Fruitful Plains" (Trío de voces masculinas)
- 37. "Your hay it is Mow'd, and your Corn is Reap'd" (Comus y campesinos)
- 38. "Fairest Isle" (Venus)
- 39. "You say 'tis love" (Dúo para "Él" y "Ella"; de acuerdo con el libreto impreso, las palabras estaban escritas por "Mr. Howe")
- 40. "Trumpet Tune (Warlike Consort) (Merlín revela la Orden de la Jarretera)
- 41. "Saint George, the Patron of our Isle" (Honor y coro)
- 42. Chacona (La masque finaliza con una "gran danza")

## Discografía
- Anthony Lewis (director). Philomusica de Londres y St Anthony Singers. Decca
- John Eliot Gardiner (director) / Jennifer Smith, Gillian Fischer, Elisabeth Priday, Gill Ross, Ashley Stafford, Paul Elliott, Stephen Varcoe. Solistas Barrocos Ingleses y Coro Monteverdi (1985). Erato
- William Christie (director). Les Arts Florissants (1995). Erato
- Trevor Pinnock (director) / Nancy Argenta, Linda Perillo, Julia Gooding, Jamie MacDougall, Mark Tucker Orquesta y coro The English Concert (1999). Archiv Produktion
- Hervé Niquet (director). Le Concert Spirituel (2004). Glossa
- Alfred Deller (director). The Deller Consort & Choir, The King's Musick (1979). Harmonia Mundi